# اولیتینو (استان آرخانگلسک)
اولیتینو (به لاتین: Ulitino) یک منطقهٔ مسکونی در روسیه است که در استان آرخانگلسک واقع شده‌است.